# Liste der Kulturdenkmale in Wetteritz
In der Liste der Kulturdenkmale in Wetteritz sind die Kulturdenkmale des Grimmaer Ortsteils Wetteritz verzeichnet, die bis August 2024 vom Landesamt für Denkmalpflege Sachsen erfasst wurden (ohne archäologische Kulturdenkmale). Die Anmerkungen sind zu beachten.
Diese Aufzählung ist eine Teilmenge der Liste der Kulturdenkmale in Grimma.

## Wetteritz
| Bild | Bezeichnung                                                          | Lage                  | Datierung           | Beschreibung | ID       |
| ---- | -------------------------------------------------------------------- | --------------------- | ------------------- | --- | -------- |
|      | Wohnhaus, Toranlage und Einfriedung des Vorgartens eines Bauernhofes | Neue Straße 7 (Karte) | Bezeichnet mit 1893 | Gründerzeitlicher Putzbau mit Mittelrisalit, Zeugnis der dörflichen Bau- und Lebensweise vergangener Zeiten, baugeschichtlich von Bedeutung. - Wohnhaus: zweigeschossiger verputzter Massivbau mit Mittelrisalit und Zwerchgiebel, originale Putzgliederung, Fensterverdachung in Sandstein, Fenstergewände in Sandstein, Gesims in Sandstein, bezeichnet mit 1893 (Inschrifttafel), Inschrift in Inschrifttafel: „1893 Emil Hanisch“, Satteldach, am Giebel Giebelschulter in Sandstein - Tor: Ziegelsteinpfeiler, Eisengittertor - Einfriedung als Ziergitter | 08974294 |

## Tabellenlegende
- Bild: Bild des Kulturdenkmals, ggf. zusätzlich mit einem Link zu weiteren Fotos des Kulturdenkmals im Medienarchiv Wikimedia Commons. Wenn man auf das Kamerasymbol klickt, können Fotos zu Kulturdenkmalen aus dieser Liste hochgeladen werden:
- Bezeichnung: Denkmalgeschützte Objekte und ggf. Bauwerksname des Kulturdenkmals
- Lage: Straßenname und Hausnummer oder Flurstücknummer des Kulturdenkmals. Die Grundsortierung der Liste erfolgt nach dieser Adresse. Der Link (Karte) führt zu verschiedenen Kartendiensten mit der Position des Kulturdenkmals. Fehlt dieser Link, wurden die Koordinaten noch nicht eingetragen. Sind diese bekannt, können sie über ein Tool mit einer Kartenansicht einfach nachgetragen werden. In dieser Kartenansicht sind Kulturdenkmale ohne Koordinaten mit einem roten bzw. orangen Marker dargestellt und können durch Verschieben auf die richtige Position in der Karte mit Koordinaten versehen werden. Kulturdenkmale ohne Bild sind an einem blauen bzw. roten Marker erkennbar.
- Datierung: Baubeginn, Fertigstellung, Datum der Erstnennung oder grobe zeitliche Einordnung entsprechend des Eintrags in der sächsischen Denkmaldatenbank
- Beschreibung: Kurzcharakteristik des Kulturdenkmals entsprechend des Eintrags in der sächsischen Denkmaldatenbank, ggf. ergänzt durch die dort nur selten veröffentlichten Erfassungstexte oder zusätzliche Informationen
- ID: Vom Landesamt für Denkmalpflege Sachsen vergebene, das Kulturdenkmal eindeutig identifizierende Objekt-Nummer. Der Link führt zum PDF-Denkmaldokument des Landesamtes für Denkmalpflege Sachsen. Bei ehemaligen Kulturdenkmalen können die Objektnummern unbekannt sein und deshalb fehlen bzw. die Links von aus der Datenbank entfernten Objektnummern ins Leere führen. Ein ggf. vorhandenes Icon  führt zu den Angaben des Kulturdenkmals bei Wikidata.